# Loegria

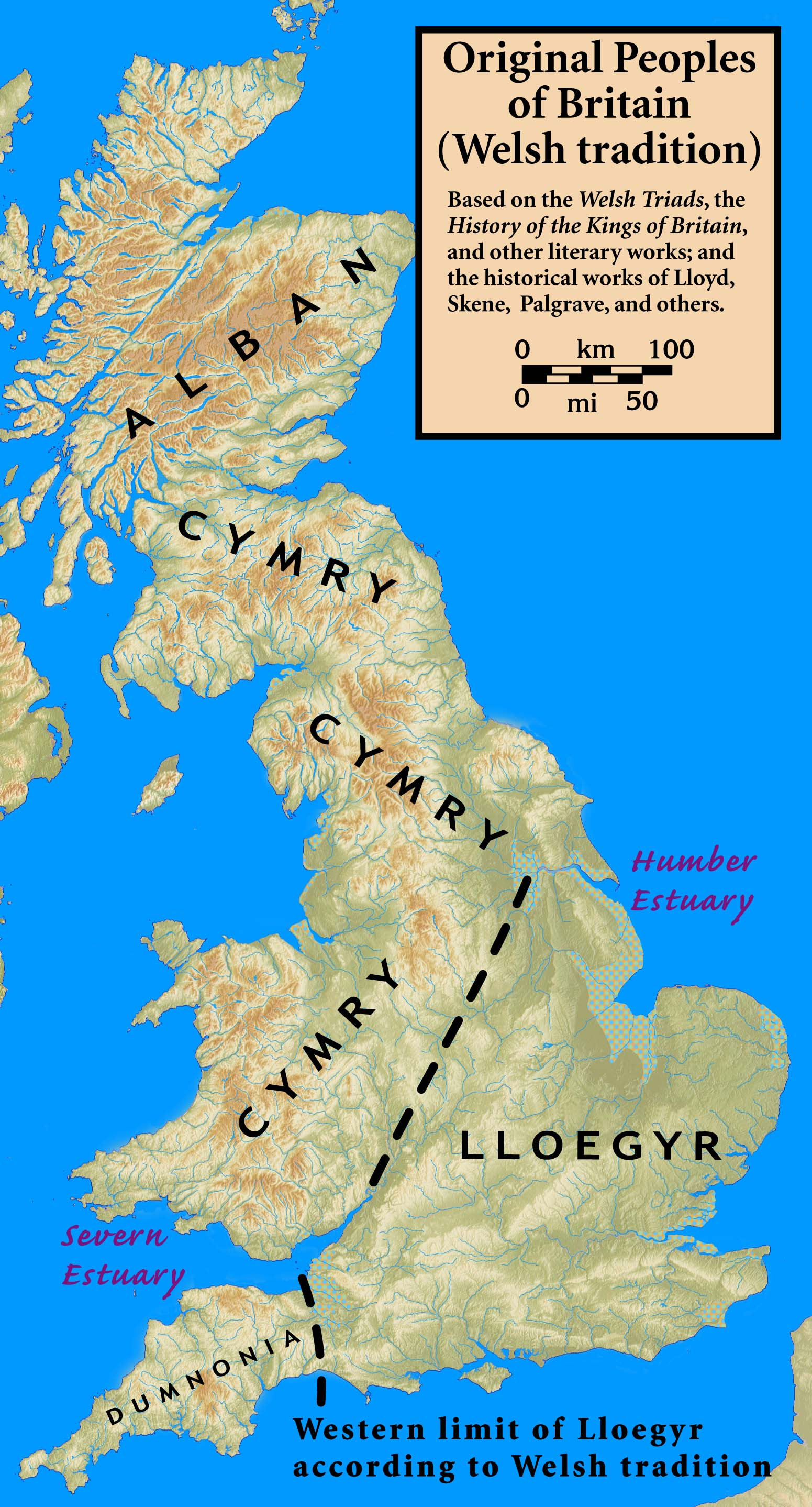
l'estensione della regione definita Lloegyr nelle fonti gallesi

Loegria (anche Logris o Logres, in francese antico: Loegre) è il nome del regno di re Artù nella Materia di Britannia. Deriva probabilmente da Lloegyr, antico nome gallese per una regione che corrispondeva grosso modo all'area dell'odierna Inghilterra situata a sudest degli estuari dell'Humber e del Severn.
Loegria può essere interpretato come riferimento all'intera Inghilterra, dato che questo toponimo è successivo e deriva da Angle-land, parola emersa solo dopo le invasioni anglosassoni.
Nella sua Historia Regum Britanniae, Goffredo di Monmouth utilizza la parola "Loegria" per descrivere una provincia che conteneva gran parte dell'Inghilterra, ad eccezione della Cornovaglia. Secondo Goffredo, il regno di Loegria prese il nome dal leggendario re Locrino, il maggiore dei figli di Bruto di Troia, mentre gli altri due figli Kamber e Albanatto diedero rispettivamente il nome ai regni di Cambria e di Alba (odierni Galles e Scozia).
Nelle leggende arturiane, logres era inoltre un codice cavalleresco di Camelot.